# Kość łódkowata

Szkielet stopy: kość łódkowata oznaczona jest cyfrą 5

Kość łódkowata (łac. os naviculare) – jedna z kości stępu stopy człowieka. Na powierzchni przyśrodkowej ma wybitną guzowatość (łac. tuberositas ossis navicularis), punkt orientacyjny przy badaniu stawu poprzecznego stępu. Na powierzchni przedniej ma trzy pola dla połączenia z trzema kośćmi klinowatymi. Powierzchnia boczna ma niestałą powierzchnię stawową dla kości sześciennej, zaś powierzchnia tylna – stałą dla kości skokowej.
Kością łódkowatą nazywana bywa też kość łódeczkowata (łac. os scaphoideum), jedna z kości nadgarstka.